# Testavoyre
Testavoira, ou le Testavoyre, est un sommet et le point culminant du massif du Meygal, à 1 436 m d'altitude, dans le Velay en France.

## Toponymie
Testavoyre, en occitan Testavoira, dériverait de testo et vouiro, signifiant « la tête qui s'égrène ».

## Géographie

### Situation
La montagne, surmontée de sapins et de pins à crochets, se trouve entre les communes de Queyrières et de Champclause dans le département de la Haute-Loire.

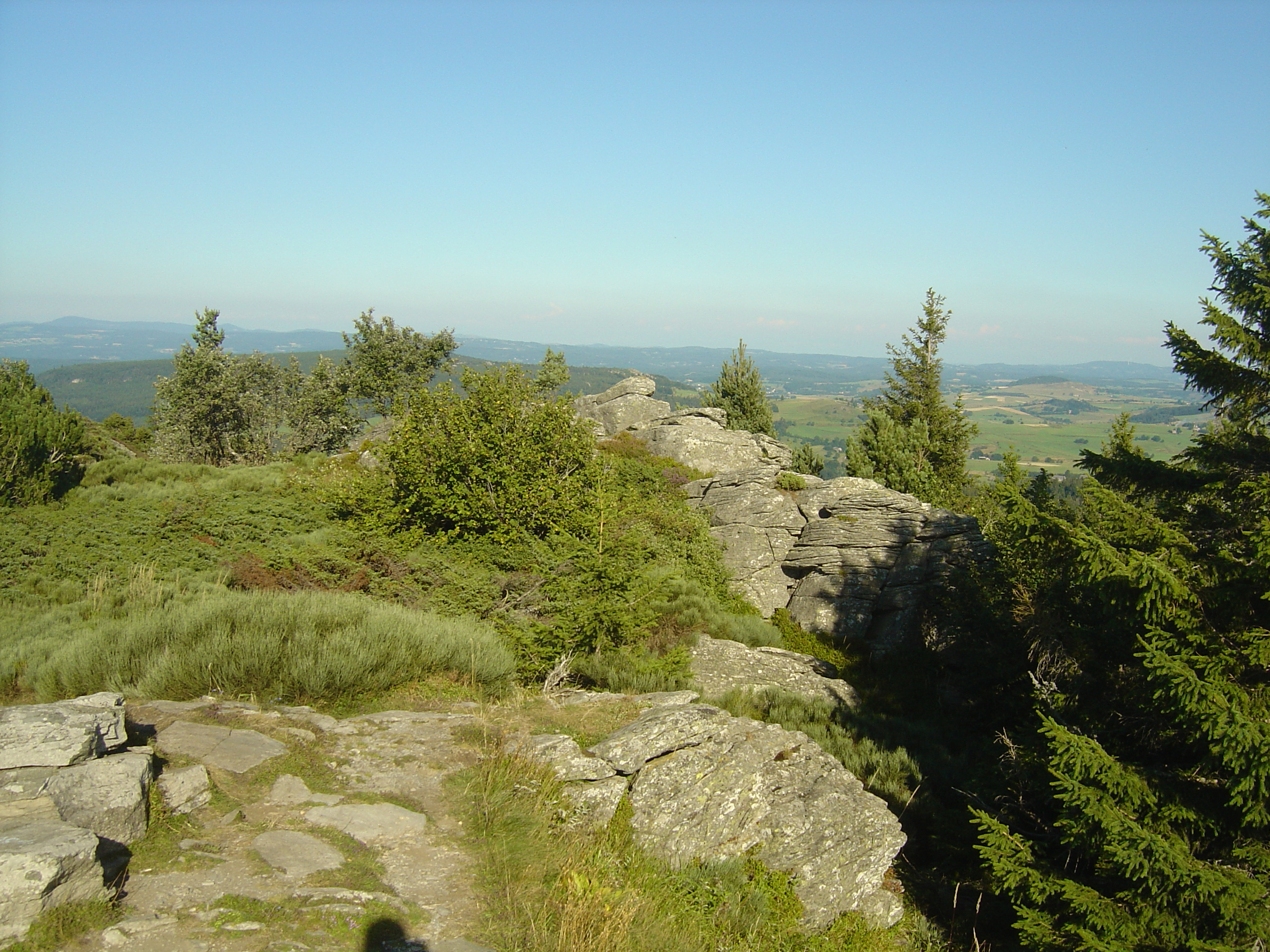
Au sommet du Grand Testavoyre.
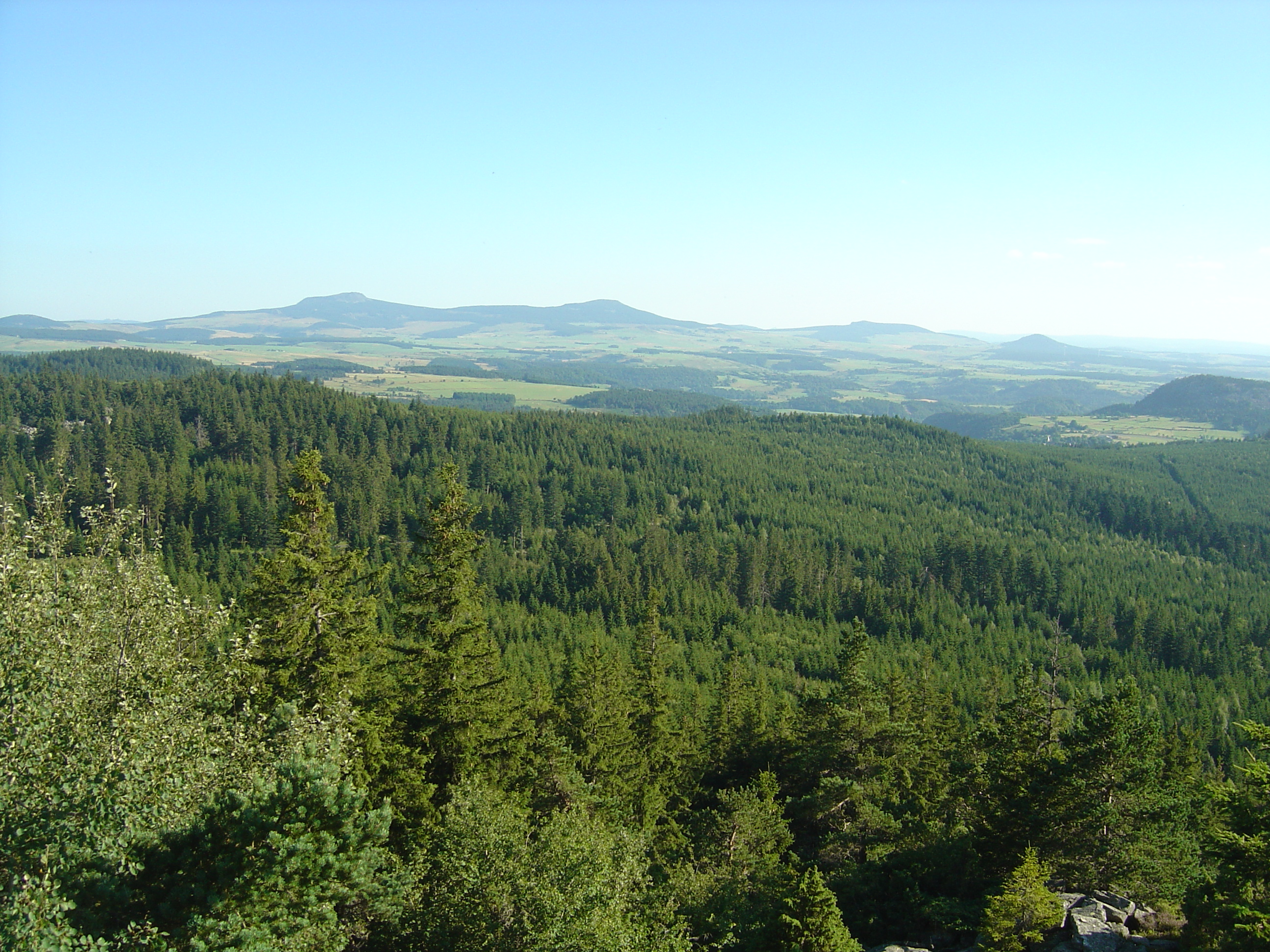
Vue sur le mont Mézenc et le mont d'Alambre.
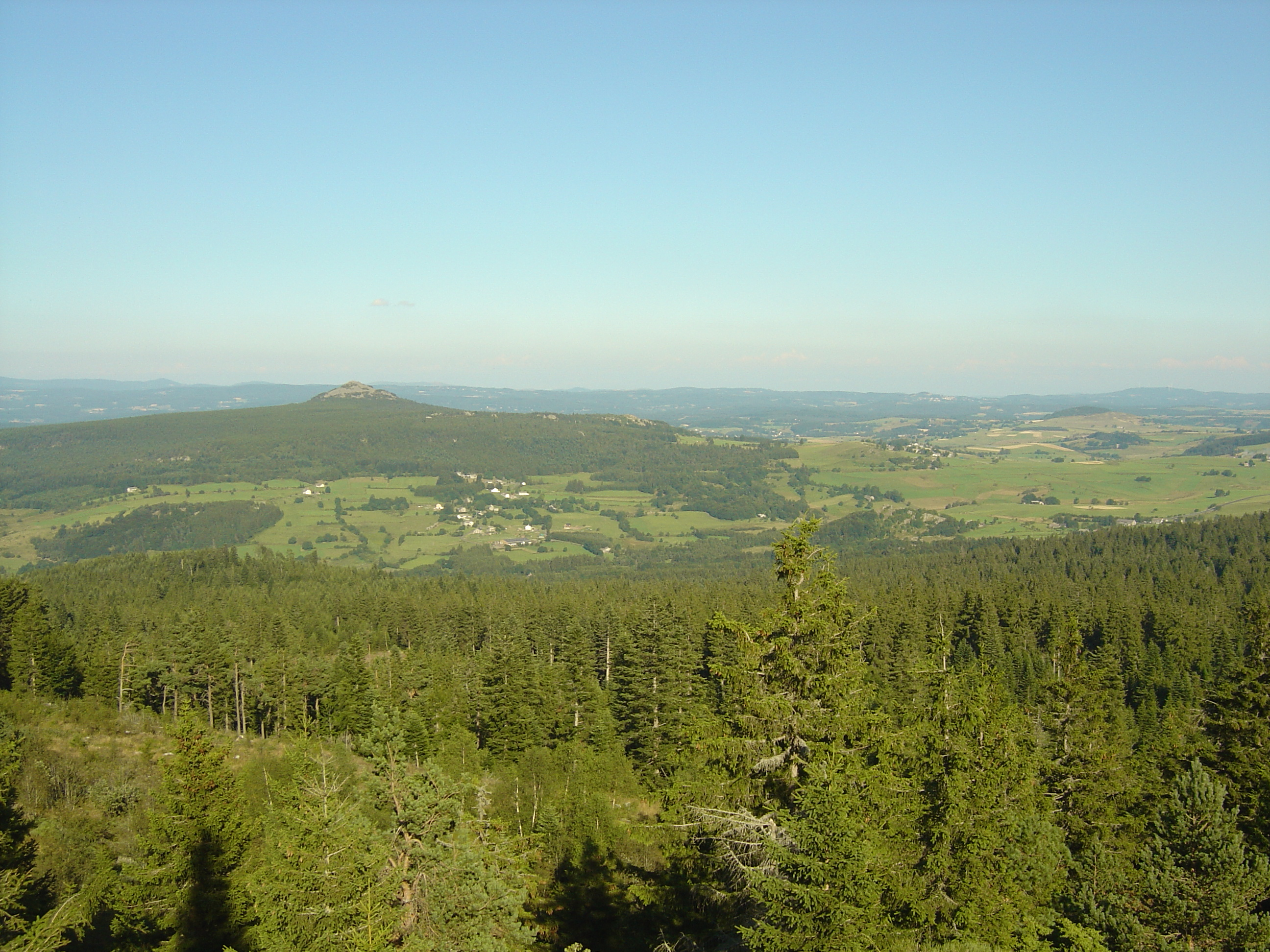
Vue à gauche sur le pic du Lizieux.
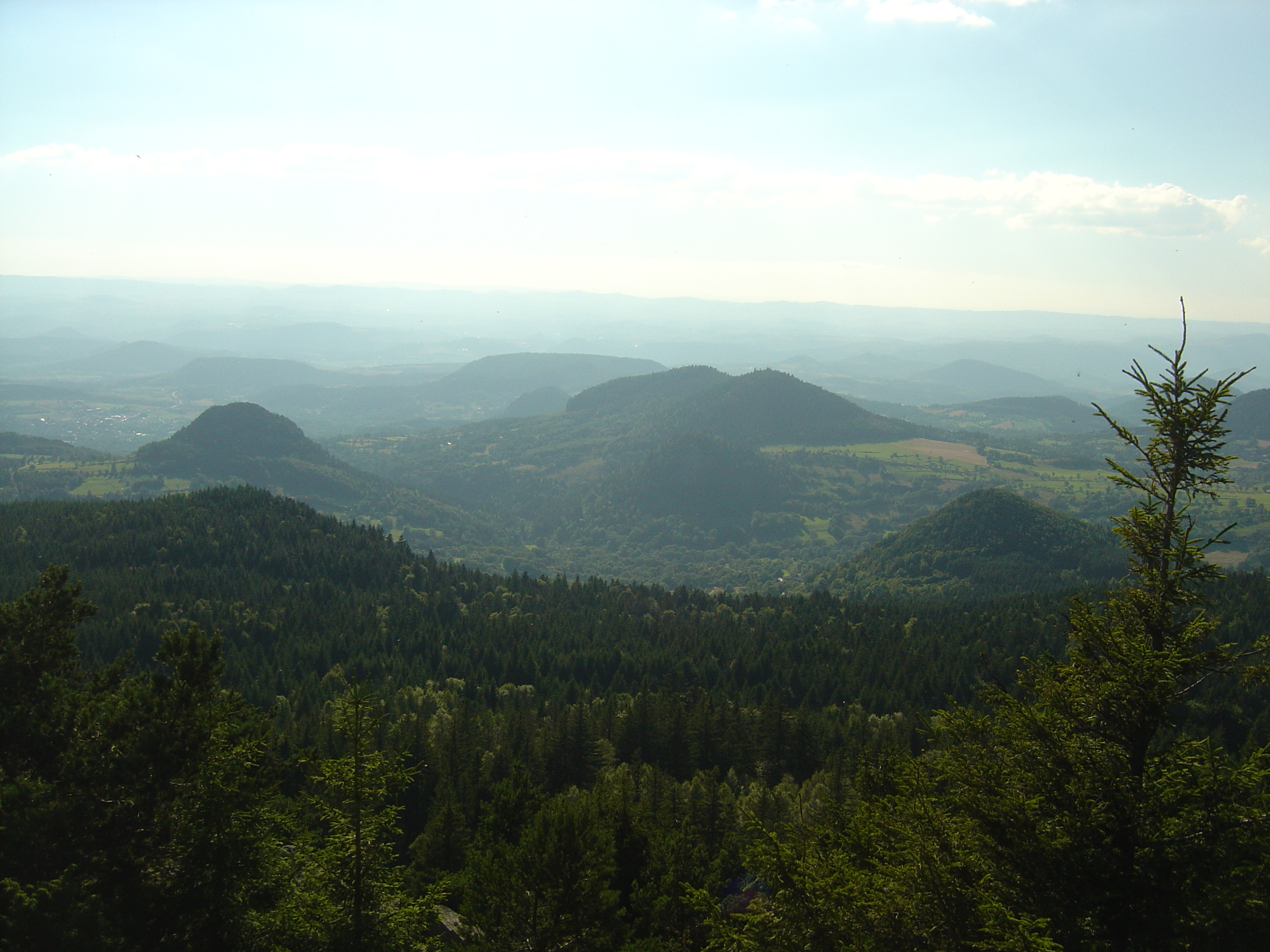
Vue depuis le Grand Testavoyre sur les autres sucs du Meygal.

### Géologie
Le sous-sol du Testavoyre est constitué de phonolite.

## Histoire
Au début du XIXe siècle, Monge et Laplace, qui réalisaient des expériences scientifiques au sommet du Testavoyre, furent pris pour des sorciers et chassés par des paysans désespérés par leur manque de pluie.

## Activités

### Protection environnementale
Le sommet est répertorié dans la ZNIEFF de type 2 « Mézenc - Meygal », ainsi que dans la ZNIEFF de type 1 « Forêt du Meygal ». Il est également inscrit dans le site Natura 2000 « Suc du Velay-Meygal ».

### Sports
La montagne peut être atteinte en suivant un sentier de randonnée balisé, et elle est également traversée par un itinéraire de trail.